# Bluffton (Geòrgia)
Bluffton és una població dels Estats Units a l'estat de Geòrgia. Segons el cens del 2000 tenia 118 habitants.

## Demografia
Segons el cens del 2000, Bluffton tenia 118 habitants, 49 habitatges, i 34 famílies. La densitat de població era de 28,3 habitants per km².
Dels 49 habitatges en un 16,3% hi vivien nens de menys de 18 anys, en un 51% hi vivien parelles casades, en un 14,3% dones solteres, i en un 30,6% no eren unitats familiars. En el 24,5% dels habitatges hi vivien persones soles el 18,4% de les quals corresponia a persones de 65 anys o més que vivien soles. El nombre mitjà de persones vivint en cada habitatge era de 2,41 i el nombre mitjà de persones que vivien en cada família era de 2,82.
Per edats la població es repartia de la següent manera: un 17,8% tenia menys de 18 anys, un 6,8% entre 18 i 24, un 16,1% entre 25 i 44, un 32,2% de 45 a 60 i un 27,1% 65 anys o més.
L'edat mediana era de 49 anys. Per cada 100 dones de 18 o més anys hi havia 90,2 homes.
La renda mediana per habitatge era de 43.125 $ i la renda mediana per família de 45.000 $. Els homes tenien una renda mediana de 29.500 $ mentre que les dones 16.250 $. La renda per capita de la població era de 16.550 $. Entorn del 13,3% de les famílies i el 16,3% de la població estaven per davall del llindar de pobresa.

## Poblacions més properes
El següent diagrama mostra les poblacions més properes.